# Cordilura loewi
Cordilura loewi är en tvåvingeart som beskrevs av James 1955. Cordilura loewi ingår i släktet Cordilura och familjen kolvflugor. Inga underarter finns listade i Catalogue of Life.